# 16016 Boylan
16016 Boylan è un asteroide della fascia principale. Scoperto nel 1999, presenta un'orbita caratterizzata da un semiasse maggiore pari a 2,1708081 au e da un'eccentricità di 0,0393760, inclinata di 0,91128° rispetto all'eclittica.